# Jacob Rasmussen (Fußballspieler)
Jacob Vandsø Ryfeldt Rasmussen (* 28. Mai 1997 in Odense) ist ein dänischer Fußballspieler. Er steht beim FC Red Bull Salzburg unter Vertrag. Darüber hinaus ist er ein ehemaliger dänischer Nachwuchsnationalspieler.

## Karriere

### Verein
Rasmussen trat in seiner Kindheit Næsby BK bei und schloss sich 2012 den Jugendmannschaften von Odense BK an. Im Jahre 2014 wechselte er in das Nachwuchsleistungszentrum des FC Schalke 04, spielte für dessen A-Jugend in der UEFA Youth League, in der A-Jugend-Bundesliga und wurde 2015 deutscher Meister.
2016 zog es ihn, dem Jugendalter entwachsen, zum FC St. Pauli; er kam zu 17 Einsätzen für dessen zweite Mannschaft in der Regionalliga Nord. Anfang 2017 wechselte der Verteidiger nach Norwegen zum Rekordmeister Rosenborg Trondheim und gab am 5. April 2017 beim 3:0-Auswärtssieg am zweiten Spieltag gegen Sandefjord Fotball sein Profidebüt. Sowohl in seiner ersten als auch in der letzten Saison wurde er mit Rosenborg norwegischer Meister. Zusätzlich gewann Rasmussen mit Trondheim zweimal den nationalen Supercup sowie den Landespokal.
Die Saison 2018/19 verbrachte der Däne in der italienischen Serie A beim FC Empoli. Er absolvierte 14 Ligapartien und stieg am Spielzeitende mit der Mannschaft in die Serie B ab. Bereits in der Winterpause hatte der Ligakonkurrent AC Florenz den Abwehrspieler verpflichtet, ihn aber leihweise weiter in Empoli spielen lassen.
Nachdem Rasmussen lediglich fünfmal für die A-Junioren der AC Florenz in der Campionato Primavera, zu deren Teilnahme auch pro Mannschaft bis zu fünf Spieler über 20 Jahre berechtigt sind, aufgelaufen war, kehrte er für die Rückrunde der Zweitligasaison 2019/20 nach Deutschland zurück, als er an den Zweitligisten FC Erzgebirge Aue verliehen wurde. Dort erkämpfte er sich einen Stammplatz und kam zu 14 Einsätzen (allesamt über die komplette Spieldauer). Als Tabellenneunter belegte der Klub aus dem Erzgebirge den Klassenerhalt. Nach dem Ablauf der Leihe kehrte Jacob Rasmussen nach Florenz zurück, allerdings wurde dieser dann in die Niederlande in die Eredivisie an Vitesse Arnheim verliehen. Sein Leihvertrag galt für ein Jahr. Allerdings besaß Vitesse sowohl eine Option, die Leihe auf ein weiteres Jahr auszudehnen, als auch eine Kaufoption. In der ersten Saison bestritt er 28 von 34 möglichen Ligaspielen, in denen er zwei Tore schoss, sowie fünf Pokalspiele. In der nächsten Saison waren es 27 von 34 Ligaspielen, zwei Pokalspielen und zehn Spiele in der Conference League mit einem Tor.
Nachdem er in der Saison 2022/23 zunächst wieder zum Kader von Florenz gehört hatte, wurde er Ende Juli 2022, ohne ein Spiel für Florenz bestritten zu haben, für den Rest der Saison mit Kaufoption wieder in die Niederlande, diesmal zu Feyenoord Rotterdam ausgeliehen. Rasmussen wurde von Rotterdam in 10 von 34 möglichen Ligaspielen eingesetzt. Dabei erfolgten neun Einsätze in 2022. Ab Januar 2023 erfolgte bis auf das letzte Spiel der Saison kein Einsatz mehr. Dazu kamen ein Pokalspiel und ein Spiel in der Europa League.
Mitte Juli 2023 kehrte er, ohne jemals von Florenz bei einem Pflichtspiel eingesetzt wurden zu sein, nach Dänemark zurück und unterschrieb bei Brøndby IF einen Vertrag mit einer Laufzeit von vier Jahren. Für Brøndby lief er in zwei Jahren 57 Mal in der Superliga auf.
Im Juni 2025 wechselte Rasmussen im Sondertransferfenster im Rahmen der Klub-WM 2025 zum österreichischen Bundesligisten FC Red Bull Salzburg, bei dem er einen bis 2027 laufenden Vertrag erhielt.

### Nationalmannschaft
Rasmussen kam zu neun Einsätzen für die dänische U16-Nationalmannschaft, zu elf Einsätzen für die U17, einem Einsatz für die U18-Nationalelf, zehn für die U19 (ein Tor) und vier für die U20.
Er wurde als Ersatz für Robert Skov in das Aufgebot der dänischen U21 für die Europameisterschaft 2017 in Polen nachnominiert. Am 10. Juni 2017 gab Rasmussen beim 2:0-Testspielsieg in Helsingborg gegen Schweden sein Debüt für die U21. Im Turnier, aus dem die dänische Mannschaft als Gruppendritter nach der Gruppenphase ausschied, kam er im Auftaktspiel gegen Italien zum Einsatz.

## Erfolge
FC Schalke 04
- Deutscher A-Jugend-Meister: 2015

Rosenborg Trondheim
- Norwegischer Meister: 2017, 2018
- Norwegischer Supercupsieger: 2017, 2018
- Norwegischer Pokalsieger: 2018

Feyenoord Rotterdam
- Niederländischer Meister: 2023